# Інжировий хліб

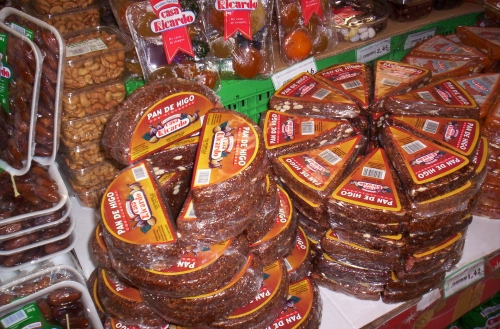
Інжировий хліб

Інжировим хліб, фіговий хліб (ісп. pan de higo) — традиційний іспанський продукт з інжиру, походить з андалуського Коїну. Рецепт приготування інжирового хліба імовірно має арабське коріння, в Іспанії вважається сільським. Виготовляється з сушеного інжиру з мигдалем, корицею, гвоздикою та анісом без додавання цукру і, всупереч своїй назві, без борошна. Добре зберігається, спочатку використовувався в сільській місцевості для консервування надлишків урожаю інжиру і застосовувався як джерело енергії для важкої селянської праці. Виготовляється і продається в круглому пакуванні.